# Giải Quả cầu vàng cho đạo diễn xuất sắc nhất
Giải Quả cầu vàng cho đạo diễn xuất sắc nhất là một trong các giải Quả cầu vàng được Hiệp hội báo chí nước ngoài ở Hollywood trao hàng năm cho đạo diễn xuất sắc của một phim. Giải này được thiết lập từ năm 1943.
Người đoạt giải cả bốn lần được đề cử, Elia Kazan là người đoạt giải này nhiều nhất. Clint Eastwood, David Lean, Miloš Forman và Oliver Stone đều đứng vị trí thứ nhì với 3 lần đoạt giải. Steven Spielberg là người được đề cử nhiều lần nhất (10 lần) nhưng chỉ đoạt giải 2 lần.
Trong danh sách dưới đây, phim và người có tên ở hàng đầu, in chữ đậm trong nền màu xanh, là phim và người đoạt giải, các tên tiếp theo (không in đậm) là các phim và người được đề cử. Các năm trong danh sách là các năm sản xuất phim, năm phát giải là năm sau.

## Thập niên 1940
| Năm  | Phim                             | Đề cử         |
| ---- | -------------------------------- | ------------- |
| 1943 | The Song of Bernadette           | Henry King    |
| 1944 | Going My Way                     | Leo McCarey   |
| 1945 | The Lost Weekend                 | Billy Wilder  |
| 1946 | It's a Wonderful Life            | Frank Capra   |
| 1947 | Gentleman's Agreement            | Elia Kazan    |
| 1948 | The Treasure of the Sierra Madre | John Huston   |
| 1949 | All the King's Men               | Robert Rossen |
| 1949 | The Heiress                      | William Wyler |

## Thập niên 1950
| Năm  | Phim                            | Đề cử                |
| ---- | ------------------------------- | -------------------- |
| 1950 | Sunset Boulevard                | Billy Wilder         |
| 1950 | All About Eve                   | Joseph L. Mankiewicz |
| 1950 | The Asphalt Jungle              | John Huston          |
| 1950 | Born Yesterday                  | George Cukor         |
| 1951 | Death of a Salesman             | László Benedek       |
| 1951 | An American in Paris            | Vincente Minnelli    |
| 1951 | A Place in the Sun              | George Stevens       |
| 1952 | The Greatest Show on Earth      | Cecil B. DeMille     |
| 1952 | The Narrow Margin               | Richard Fleischer    |
| 1952 | The Quiet Man                   | John Ford            |
| 1953 | From Here to Eternity           | Fred Zinnemann       |
| 1954 | On the Waterfront               | Elia Kazan           |
| 1955 | Picnic                          | Joshua Logan         |
| 1956 | Baby Doll                       | Elia Kazan           |
| 1956 | Around the World in Eighty Days | Michael Anderson     |
| 1956 | Giant                           | George Stevens       |
| 1956 | Lust for Life                   | Vincente Minnelli    |
| 1956 | War and Peace                   | King Vidor           |
| 1957 | Cầu sông Kwai                   | David Lean           |
| 1957 | 12 Angry Men                    | Sidney Lumet         |
| 1957 | A Hatful of Rain                | Fred Zinnemann       |
| 1957 | Sayonara                        | Joshua Logan         |
| 1957 | Witness for the Prosecution     | Billy Wilder         |
| 1958 | Gigi                            | Vincente Minnelli    |
| 1958 | Cat on a Hot Tin Roof           | Richard Brooks       |
| 1958 | The Defiant Ones                | Stanley Kramer       |
| 1958 | I Want to Live!                 | Robert Wise          |
| 1958 | Separate Tables                 | Delbert Mann         |
| 1959 | Ben-Hur                         | William Wyler        |
| 1959 | Anatomy of a Murder             | Otto Preminger       |
| 1959 | The Diary of Anne Frank         | George Stevens       |
| 1959 | The Nun's Story                 | Fred Zinnemann       |
| 1959 | On the Beach                    | Stanley Kramer       |

## Thập niên 1960
| Năm  | Phim                                       | Đề cử                       |
| ---- | ------------------------------------------ | --------------------------- |
| 1960 | Sons and Lovers                            | Jack Cardiff                |
| 1960 | The Apartment                              | Billy Wilder                |
| 1960 | Elmer Gantry                               | Richard Brooks              |
| 1960 | Spartacus                                  | Stanley Kubrick             |
| 1960 | The Sundowners                             | Fred Zinnemann              |
| 1961 | Judgment at Nuremberg                      | Stanley Kramer              |
| 1961 | The Children's Hour                        | William Wyler               |
| 1961 | El Cid                                     | Anthony Mann                |
| 1961 | The Guns of Navarone                       | J. Lee Thompson             |
| 1961 | West Side Story                            | Jerome Robbins, Robert Wise |
| 1962 | Lawrence of Arabia                         | David Lean                  |
| 1962 | Hemingway's Adventures of a Young Man      | Martin Ritt                 |
| 1962 | My Son, the Hero (Los Hermanos Del Hierro) | Ismael Rodríguez            |
| 1962 | The Chapman Report                         | George Cukor                |
| 1962 | Days of Wine and Roses                     | Blake Edwards               |
| 1962 | Freud                                      | John Huston                 |
| 1962 | Gypsy                                      | Mervyn LeRoy                |
| 1962 | Lolita                                     | Stanley Kubrick             |
| 1962 | The Manchurian Candidate                   | John Frankenheimer          |
| 1962 | The Music Man                              | Morton DaCosta              |
| 1962 | To Kill a Mockingbird                      | Robert Mulligan             |
| 1963 | America, America                           | Elia Kazan                  |
| 1963 | The Cardinal                               | Otto Preminger              |
| 1963 | The Caretakers                             | Hall Bartlett               |
| 1963 | Cleopatra                                  | Joseph L. Mankiewicz        |
| 1963 | The Haunting                               | Robert Wise                 |
| 1963 | Hud                                        | Martin Ritt                 |
| 1963 | The Ugly American                          | George Englund              |
| 1963 | Tom Jones                                  | Tony Richardson             |
| 1964 | My Fair Lady                               | George Cukor                |
| 1964 | Becket                                     | Peter Glenville             |
| 1964 | The Night of the Iguana                    | John Huston                 |
| 1964 | Seven Days in May                          | John Frankenheimer          |
| 1964 | Zorba the Greek (Alexis Zorbas)            | Michael Cacoyannis          |
| 1965 | Doctor Zhivago                             | David Lean                  |
| 1965 | The Collector                              | William Wyler               |
| 1965 | Darling                                    | John Schlesinger            |
| 1965 | A Patch of Blue                            | Guy Green                   |
| 1965 | The Sound of Music                         | Robert Wise                 |
| 1966 | A Man for All Seasons                      | Fred Zinnemann              |
| 1966 | Alfie                                      | Lewis Gilbert               |
| 1966 | A Man and a Woman                          | Claude Lelouch              |
| 1966 | The Sand Pebbles                           | Robert Wise                 |
| 1966 | Who's Afraid of Virginia Woolf?            | Mike Nichols                |
| 1967 | The Graduate                               | Mike Nichols                |
| 1967 | Bonnie and Clyde                           | Arthur Penn                 |
| 1967 | The Fox                                    | Mark Rydell                 |
| 1967 | Guess Who's Coming to Dinner               | Stanley Kramer              |
| 1967 | In the Heat of the Night                   | Norman Jewison              |
| 1968 | Rachel, Rachel                             | Paul Newman                 |
| 1968 | The Lion in Winter                         | Anthony Harvey              |
| 1968 | Oliver!                                    | Carol Reed                  |
| 1968 | Funny Girl                                 | William Wyler               |
| 1968 | Romeo and Juliet                           | Franco Zeffirelli           |
| 1969 | Anne of the Thousand Days                  | Charles Jarrott             |
| 1969 | Hello, Dolly!                              | Gene Kelly                  |
| 1969 | Midnight Cowboy                            | John Schlesinger            |
| 1969 | The Secret of Santa Vittoria               | Stanley Kramer              |
| 1969 | They Shoot Horses, Don't They?             | Sydney Pollack              |

## Thập niên 1970
| Năm  | Phim                               | Đề cử                 |
| ---- | ---------------------------------- | --------------------- |
| 1970 | Chuyện tình                        | Arthur Hiller         |
| 1970 | Five Easy Pieces                   | Bob Rafelson          |
| 1970 | MASH                               | Robert Altman         |
| 1970 | Patton                             | Franklin J. Schaffner |
| 1970 | Women in Love                      | Ken Russell           |
| 1971 | The French Connection              | William Friedkin      |
| 1971 | A Clockwork Orange                 | Stanley Kubrick       |
| 1971 | Fiddler on the Roof                | Norman Jewison        |
| 1971 | The Last Picture Show              | Peter Bogdanovich     |
| 1971 | Summer of '42                      | Robert Mulligan       |
| 1972 | The Godfather                      | Francis Ford Coppola  |
| 1972 | Avanti!                            | Billy Wilder          |
| 1972 | Cabaret                            | Bob Fosse             |
| 1972 | Deliverance                        | John Boorman          |
| 1972 | Frenzy                             | Alfred Hitchcock      |
| 1973 | The Exorcist                       | William Friedkin      |
| 1973 | American Graffiti                  | George Lucas          |
| 1973 | The Day of the Jackal              | Fred Zinnemann        |
| 1973 | Last Tango in Paris                | Bernardo Bertolucci   |
| 1973 | Paper Moon                         | Peter Bogdanovich     |
| 1974 | Chinatown                          | Roman Polanski        |
| 1974 | The Conversation                   | Francis Ford Coppola  |
| 1974 | The Godfather Part II              | Francis Ford Coppola  |
| 1974 | Lenny                              | Bob Fosse             |
| 1974 | A Woman Under the Influence        | John Cassavetes       |
| 1975 | One Flew Over the Cuckoo's Nest    | Miloš Forman          |
| 1975 | Barry Lyndon                       | Stanley Kubrick       |
| 1975 | Dog Day Afternoon                  | Sidney Lumet          |
| 1975 | Jaws                               | Steven Spielberg      |
| 1975 | Nashville                          | Robert Altman         |
| 1976 | Network                            | Sidney Lumet          |
| 1976 | All the President's Men            | Alan J. Pakula        |
| 1976 | Bound for Glory                    | Hal Ashby             |
| 1976 | Marathon Man                       | John Schlesinger      |
| 1976 | Rocky                              | John G. Avildsen      |
| 1977 | The Turning Point                  | Herbert Ross          |
| 1977 | Annie Hall                         | Woody Allen           |
| 1977 | Close Encounters of the Third Kind | Steven Spielberg      |
| 1977 | Julia                              | Fred Zinnemann        |
| 1977 | Star Wars Episode IV: A New Hope   | George Lucas          |
| 1978 | The Deer Hunter                    | Michael Cimino        |
| 1978 | An Unmarried Woman                 | Paul Mazursky         |
| 1978 | Coming Home                        | Hal Ashby             |
| 1978 | Days of Heaven                     | Terrence Malick       |
| 1978 | Interiors                          | Woody Allen           |
| 1978 | Midnight Express                   | Alan Parker           |
| 1979 | Apocalypse Now                     | Francis Ford Coppola  |
| 1979 | Being There                        | Hal Ashby             |
| 1979 | Breaking Away                      | Peter Yates           |
| 1979 | The China Syndrome                 | James Bridges         |
| 1979 | Kramer vs. Kramer                  | Robert Benton         |

## Thập niên 1980
| Năm  | Phim                            | Đề cử                   |
| ---- | ------------------------------- | ----------------------- |
| 1980 | Ordinary People                 | Robert Redford          |
| 1980 | The Elephant Man                | David Lynch             |
| 1980 | Raging Bull                     | Martin Scorsese         |
| 1980 | The Stunt Man                   | Richard Rush            |
| 1980 | Tess                            | Roman Polanski          |
| 1981 | Reds                            | Warren Beatty           |
| 1981 | Atlantic City                   | Louis Malle             |
| 1981 | On Golden Pond                  | Mark Rydell             |
| 1981 | Prince of the City              | Sidney Lumet            |
| 1981 | Ragtime                         | Miloš Forman            |
| 1981 | Raiders of the Lost Ark         | Steven Spielberg        |
| 1982 | Gandhi                          | Richard Attenborough    |
| 1982 | E.T.: The Extra-Terrestrial     | Steven Spielberg        |
| 1982 | Missing                         | Constantin Costa-Gavras |
| 1982 | Tootsie                         | Sydney Pollack          |
| 1982 | The Verdict                     | Sidney Lumet            |
| 1983 | Yentl                           | Barbra Streisand        |
| 1983 | The Dresser                     | Peter Yates             |
| 1983 | Fanny & Alexander               | Ingmar Bergman          |
| 1983 | Silkwood                        | Mike Nichols            |
| 1983 | Tender Mercies                  | Bruce Beresford         |
| 1983 | Terms of Endearment             | James L. Brooks         |
| 1984 | Amadeus                         | Miloš Forman            |
| 1984 | The Cotton Club                 | Francis Ford Coppola    |
| 1984 | The Killing Fields              | Roland Joffé            |
| 1984 | Once Upon a Time in America     | Sergio Leone            |
| 1984 | A Passage to India              | David Lean              |
| 1985 | Prizzi's Honor                  | John Huston             |
| 1985 | A Chorus Line                   | Richard Attenborough    |
| 1985 | The Color Purple                | Steven Spielberg        |
| 1985 | Out of Africa                   | Sydney Pollack          |
| 1985 | Witness                         | Peter Weir              |
| 1986 | Trung đội                       | Oliver Stone            |
| 1986 | Hannah and Her Sisters          | Woody Allen             |
| 1986 | The Mission                     | Roland Joffé            |
| 1986 | A Room with a View              | James Ivory             |
| 1986 | Stand by Me                     | Rob Reiner              |
| 1987 | Hoàng đế cuối cùng              | Bernardo Bertolucci     |
| 1987 | Broadcast News                  | James L. Brooks         |
| 1987 | Cry Freedom                     | Richard Attenborough    |
| 1987 | Fatal Attraction                | Adrian Lyne             |
| 1987 | Hope and Glory                  | John Boorman            |
| 1988 | Bird                            | Clint Eastwood          |
| 1988 | A Cry in the Dark (Evil Angels) | Fred Schepisi           |
| 1988 | Mississippi Burning             | Alan Parker             |
| 1988 | Rain Man                        | Barry Levinson          |
| 1988 | Running on Empty                | Sidney Lumet            |
| 1988 | Working Girl                    | Mike Nichols            |
| 1989 | Sinh ngày 4 tháng 7             | Oliver Stone            |
| 1989 | Dead Poets Society              | Peter Weir              |
| 1989 | Do the Right Thing              | Spike Lee               |
| 1989 | Glory                           | Edward Zwick            |
| 1989 | When Harry Met Sally            | Rob Reiner              |

## Thập niên 1990
| Năm  | Phim                       | Đề cử                |
| ---- | -------------------------- | -------------------- |
| 1990 | Dances with Wolves         | Kevin Costner        |
| 1990 | The Godfather Part III     | Francis Ford Coppola |
| 1990 | Goodfellas                 | Martin Scorsese      |
| 1990 | Reversal of Fortune        | Barbet Schroeder     |
| 1990 | The Sheltering Sky         | Bernardo Bertolucci  |
| 1991 | JFK                        | Oliver Stone         |
| 1991 | Bugsy                      | Barry Levinson       |
| 1991 | The Fisher King            | Terry Gilliam        |
| 1991 | The Prince of Tides        | Barbra Streisand     |
| 1991 | The Silence of the Lambs   | Jonathan Demme       |
| 1992 | Unforgiven                 | Clint Eastwood       |
| 1992 | A Few Good Men             | Rob Reiner           |
| 1992 | Howards End                | James Ivory          |
| 1992 | The Player                 | Robert Altman        |
| 1992 | A River Runs Through It    | Robert Redford       |
| 1993 | Schindler's List           | Steven Spielberg     |
| 1993 | The Age of Innocence       | Martin Scorsese      |
| 1993 | The Fugitive               | Andrew Davis         |
| 1993 | The Piano                  | Jane Campion         |
| 1993 | The Remains of the Day     | James Ivory          |
| 1994 | Forrest Gump               | Robert Zemeckis      |
| 1994 | Legends of the Fall        | Edward Zwick         |
| 1994 | Natural Born Killers       | Oliver Stone         |
| 1994 | Pulp Fiction               | Quentin Tarantino    |
| 1994 | Quiz Show                  | Robert Redford       |
| 1995 | Braveheart                 | Mel Gibson           |
| 1995 | The American President     | Rob Reiner           |
| 1995 | Apollo 13                  | Ron Howard           |
| 1995 | Casino                     | Martin Scorsese      |
| 1995 | Leaving Las Vegas          | Mike Figgis          |
| 1995 | Sense and Sensibility      | Lý An                |
| 1996 | The People vs. Larry Flynt | Miloš Forman         |
| 1996 | The English Patient        | Anthony Minghella    |
| 1996 | Evita                      | Alan Parker          |
| 1996 | Fargo                      | Joel Coen            |
| 1996 | Shine                      | Scott Hicks          |
| 1997 | Titanic                    | James Cameron        |
| 1997 | Amistad                    | Steven Spielberg     |
| 1997 | As Good as It Gets         | James L. Brooks      |
| 1997 | The Boxer                  | Jim Sheridan         |
| 1997 | L.A. Confidential          | Curtis Hanson        |
| 1998 | Saving Private Ryan        | Steven Spielberg     |
| 1998 | Elizabeth                  | Shekhar Kapur        |
| 1998 | The Horse Whisperer        | Robert Redford       |
| 1998 | Shakespeare in Love        | John Madden          |
| 1998 | The Truman Show            | Peter Weir           |
| 1999 | American Beauty            | Sam Mendes           |
| 1999 | The End of the Affair      | Neil Jordan          |
| 1999 | The Hurricane              | Norman Jewison       |
| 1999 | The Insider                | Michael Mann         |
| 1999 | The Talented Mr. Ripley    | Anthony Minghella    |

## Thập niên 2000
| Năm  | Phim                                                             | Đề cử                       |
| ---- | ---------------------------------------------------------------- | --------------------------- |
| 2000 | Ngọa hổ tàng long                                                | Lý An                       |
| 2000 | Erin Brockovich                                                  | Steven Soderbergh           |
| 2000 | Gladiator                                                        | Ridley Scott                |
| 2000 | Sunshine                                                         | István Szabó                |
| 2000 | Traffic                                                          | Steven Soderbergh           |
| 2001 | Gosford Park                                                     | Robert Altman               |
| 2001 | Artificial Intelligence: A.I.                                    | Steven Spielberg            |
| 2001 | A Beautiful Mind                                                 | Ron Howard                  |
| 2001 | The Lord of the Rings: The Fellowship of the Ring                | Peter Jackson               |
| 2001 | Moulin Rouge!                                                    | Baz Luhrmann                |
| 2001 | Mulholland Drive                                                 | David Lynch                 |
| 2002 | Gangs of New York                                                | Martin Scorsese             |
| 2002 | About Schmidt                                                    | Alexander Payne             |
| 2002 | Adaptation.                                                      | Spike Jonze                 |
| 2002 | Chicago                                                          | Rob Marshall                |
| 2002 | The Hours                                                        | Stephen Daldry              |
| 2002 | The Lord of the Rings: The Two Towers                            | Peter Jackson               |
| 2003 | The Lord of the Rings: The Return of the King                    | Peter Jackson               |
| 2003 | Cold Mountain                                                    | Anthony Minghella           |
| 2003 | Lost in Translation                                              | Sofia Coppola               |
| 2003 | Master and Commander: The Far Side of the World                  | Peter Weir                  |
| 2003 | Mystic River                                                     | Clint Eastwood              |
| 2004 | Million Dollar Baby                                              | Clint Eastwood              |
| 2004 | The Aviator                                                      | Martin Scorsese             |
| 2004 | Closer                                                           | Mike Nichols                |
| 2004 | Finding Neverland                                                | Marc Forster                |
| 2004 | Sideways                                                         | Alexander Payne             |
| 2005 | Brokeback Mountain                                               | Ang Lee                     |
| 2005 | The Constant Gardener                                            | Fernando Meirelles          |
| 2005 | Good Night, and Good Luck.                                       | George Clooney              |
| 2005 | King Kong                                                        | Peter Jackson               |
| 2005 | Match Point                                                      | Woody Allen                 |
| 2005 | Munich                                                           | Steven Spielberg            |
| 2006 | The Departed                                                     | Martin Scorsese             |
| 2006 | Babel                                                            | Alejandro González Iñárritu |
| 2006 | Flags of Our Fathers                                             | Clint Eastwood              |
| 2006 | Letters from Iwo Jima                                            | Clint Eastwood              |
| 2006 | The Queen                                                        | Stephen Frears              |
| 2007 | The Diving Bell and the Butterfly (Le scaphandre et le papillon) | Julian Schnabel             |
| 2007 | No Country for Old Men                                           | Ethan Coen and Joel Coen    |
| 2007 | Sweeney Todd: The Demon Barber of Fleet Street                   | Tim Burton                  |
| 2007 | American Gangster                                                | Ridley Scott                |
| 2007 | Atonement                                                        | Joe Wright                  |
| 2008 | Slumdog Millionaire                                              | Danny Boyle                 |
| 2008 | The Reader                                                       | Stephen Daldry              |
| 2008 | The Curious Case of Benjamin Button                              | David Fincher               |
| 2008 | Frost/Nixon                                                      | Ron Howard                  |
| 2008 | Revolutionary Road                                               | Sam Mendes                  |
| 2009 | Avatar                                                           | James Cameron               |
| 2009 | The Hurt Locker                                                  | Kathryn Bigelow             |
| 2009 | Invictus                                                         | Clint Eastwood              |
| 2009 | Up in the Air                                                    | Jason Reitman               |
| 2009 | Inglourious Basterds                                             | Quentin Tarantino           |

## Thập niên 2010
| Năm  | Phim                     | Đề cử                       |
| ---- | ------------------------ | --------------------------- |
| 2010 | The Social Network       | David Fincher               |
| 2010 | Black Swan               | Darren Aronofsky            |
| 2010 | The Fighter              | David O. Russell            |
| 2010 | Inception                | Christopher Nolan           |
| 2010 | The King's Speech        | Tom Hooper                  |
| 2011 | Hugo                     | Martin Scorsese             |
| 2011 | The Artist               | Michel Hazanavicius †       |
| 2011 | The Descendants          | Alexander Payne             |
| 2011 | The Ides of March        | George Clooney              |
| 2011 | Midnight in Paris        | Woody Allen                 |
| 2012 | Argo                     | Ben Affleck §               |
| 2012 | Django Unchained         | Quentin Tarantino           |
| 2012 | Life of Pi               | Ang Lee †                   |
| 2012 | Lincoln                  | Steven Spielberg            |
| 2012 | Zero Dark Thirty         | Kathryn Bigelow             |
| 2013 | Gravity                  | Alfonso Cuarón              |
| 2013 | 12 Years a Slave         | Steve McQueen               |
| 2013 | American Hustle          | David O. Russell            |
| 2013 | Captain Phillips         | Paul Greengrass             |
| 2013 | Nebraska                 | Alexander Payne             |
| 2014 | Boyhood                  | Richard Linklater           |
| 2014 | Birdman                  | Alejandro González Iñárritu |
| 2014 | Gone Girl                | David Fincher               |
| 2014 | The Grand Budapest Hotel | Wes Anderson                |
| 2014 | Selma                    | Ava DuVernay                |